# Riehen
Riehen és un municipi del cantó de Basilea-Ciutat (Suïssa).

## Fills ilustres
- Walter Courvoisier (1875-1931), metge i músic.
- Rolf Martin Zinkernagel (1944 -) immunòleg, Premi Nobel de Medicina o Fisiologia de l'any 1996.